# Carpineti
Carpineti – miejscowość i gmina we Włoszech, w regionie Emilia-Romania, w prowincji Reggio Emilia.

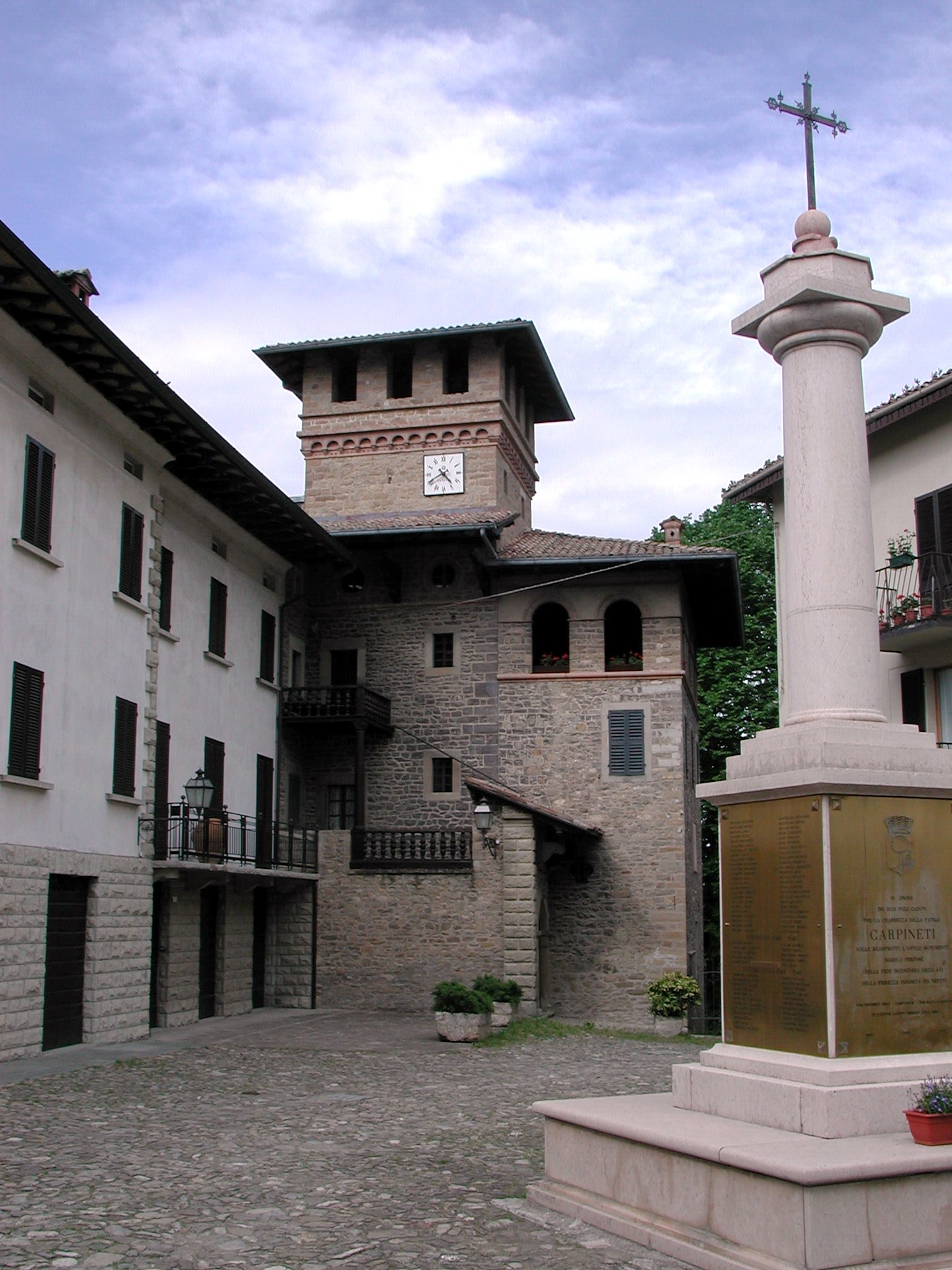
Plac w Carpineti

Według danych na rok 2004 gminę zamieszkiwały 4104 osoby, 46,1 os./km².